# Разлог
Разлог (болг. Разлог) — город в Благоевградской области Болгарии. Административный центр общины Разлог. Находится примерно в 34 км к юго-востоку от центра города Благоевград. По данным переписи населения 2011 года, в городе проживало 11960 человек.

## География
Город Разлог находится в Разложской равнине, между тремя горными массивами — Рила, Пирин и Родопы. В 5 километрах к югу расположен город Банско.

## История
В 1909 году в поселении начала работу читальня «15 септември 1903 година» (в настоящее время — одна из старейших действующих читален Болгарии).
В 1903 году жители поселения участвовали в Илинденском восстании, которое было подавлено турецкими властями.
После начала Балканской войны 11 октября 1912 года селение было освобождено наступающими подразделениями болгарской армии и вошло в состав Болгарии.
В 1973 году здесь были построены дом культуры и больница.

## Население
| Год     | 1934 | 1946 | 1956 | 1965  | 1975  | 1985  | 1992  | 2001  | 2011  |
| ------- | ---- | ---- | ---- | ----- | ----- | ----- | ----- | ----- | ----- |
| Жителей | 6003 | 6912 | 8611 | 10459 | 13672 | 13907 | 13422 | 12738 | 11960 |

| Национальность  | Человек | Процент |
| --------------- | ------- | ------- |
| болгары         | 10764   | 94,75 % |
| турки           | 5       | 0,04 %  |
| цыгане          | 488     | 4,3 %   |
| другие          | 39      | 0,34 %  |
| не определились | 64      | 0,56 %  |
| Всего ответов   | 11360   |         |

|  |

## Известные уроженцы, жители
- Лагадинова, Елена  (9 мая 1930 — 29 октября 2017) — болгарская учёная (агроном, генный инженер), партизанка и политическая деятельница.